# Platja de l'Almadrava (Dénia)
L'Almadrava és una platja de sorra i còdols de 2,9 km de llarg situada directament davant del terme dels Poblets però que pertany administrativament al nord del terme de Dénia (Marina Alta, País Valencià). Hi desemboca el riu Girona, migpartint la platja i produint la punta de l'Almadrava. Al sud-est, fita amb la punta de l'Estanyó prop de la desembocadura del barranc de l'Alberca, i que marca l'inici de la badia de l'Estanyó o platja dels Molins. La propera punta dels Molins culmina la badia. Al nord-oest, fita amb la punta del Cadastre, desembocadura del barranc de Portella, i la platja de les Deveses. Darrere de la platja, ja en terme dels Poblets, es troba la partida de les Marjaletes, una zona majoritàriament urbanitzada per residències unifamilars.

## Etimologia
Deu el seu nom a la tècnica de pesca de tonyina amb almadrava (de l'àrab andalusí المضربة almadrába, «lloc on es colpeja o lluita»)).

## Confusió de noms i pertinença
Atès que l'Almadrava ha sigut coneguda històricament com el port i platja de pesca dels Poblets, sovint es creu que pertany al seu terme; tot i així, els mapes oficials l'adjudiquen a Dénia. De fet, els negocis i residents de l'Almadrava tributen als Poblets, però els serveis i la neteja depenen de Dénia, un fet que ha originat un greuge entre alguns veïns. Aquest punt de contenció ha dut a una contravèrsia que data de 1995 i es reprengué el 2014 segons la qual l'Ajuntament dels Poblets vol reclamar la platja de còdols entre el riu Girona i el camí de Guadiana com a part integrant del seu terme.
Addicionalment, existeix una confusió sobre l'extensió de la platja. La part entre el riu Girona i el barranc de l'Alberca sovint és inclosa en la platja dels Molins. Altres fonts la segreguen de totes dues, i així parlen de la platja de l'Estanyó. Tanmateix el nom històric d'aquest tram era Almadrava, com atesta la torre homònima situada just a l'est del riu Girona i la partida amb aquest nom situada darrere mateix.

## Accés

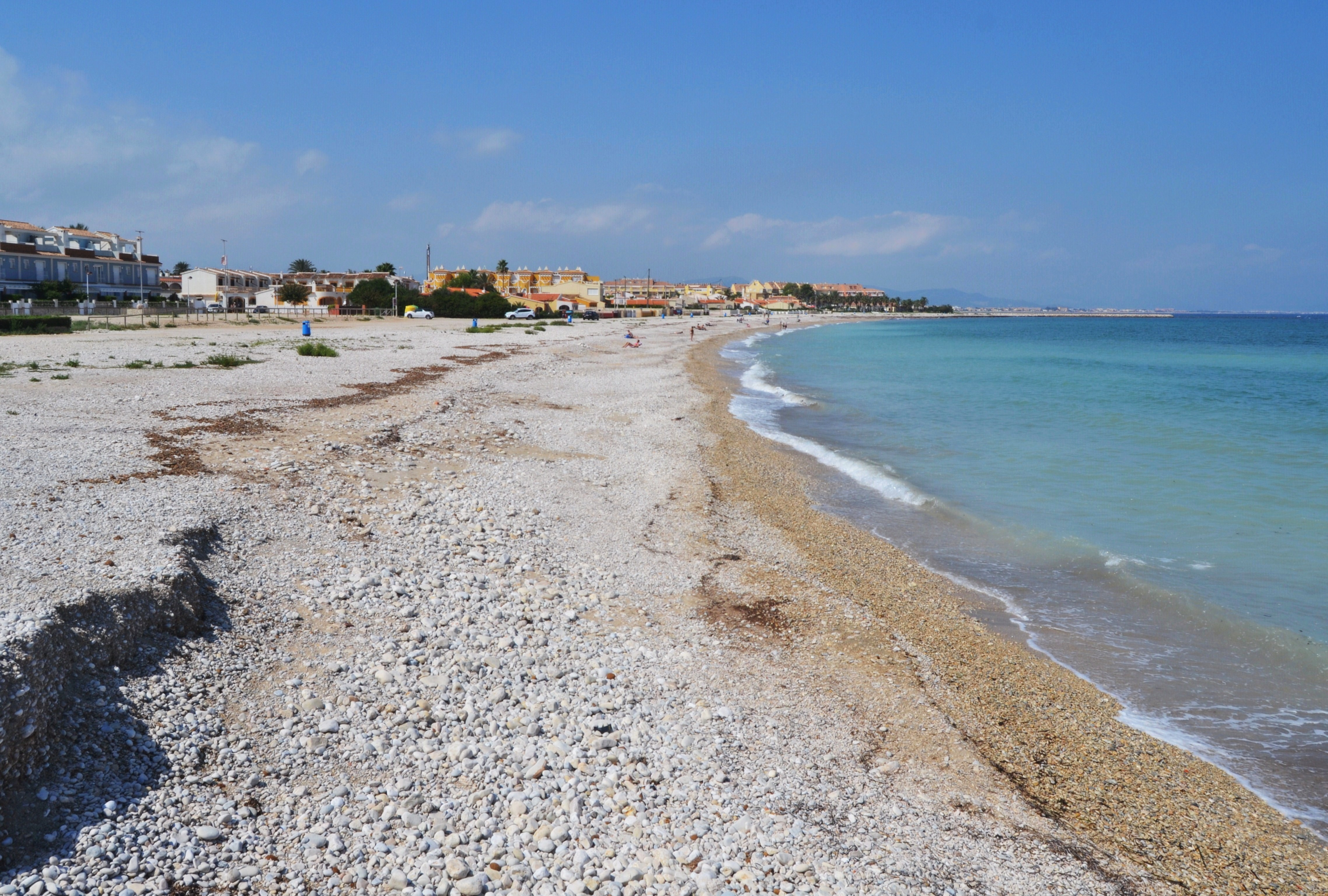
Platja de l'Almadrava.

Entre la platja i les Marjaletes, corre la carretera de les Marines o CV-730, que comunica la platja amb Dénia i la N-332 o carretera d'Oliva. S'hi pot accedir des dels Poblets amb el camí del Verger al Mar o de Guadiana; o també amb el camí de les Marjaletes o el de les Revoltes. Pel sud i en paral·lel amb el riu Girona, s'hi accedeix amb el camí de Miraflor al Mar.
Hi ha una línia d'autobús que arriba al Palmar, molt a prop de l'Almadrava, des de Dénia.

## Tipologia i serveis
Al nord del riu Girona, és de còdols; al sud, d'arena. Tota la platja és plana. A prop de la punta de l'Estanyó, es troben unes petites dunes naturals. Generalment és freqüentada per un turisme familiar i autòcton que evita les aglomeracions. Hi ha diversos allotjaments i punts de restauració. El vent de Llebeig de les tardes d'estiu hi atreu als windsurfistes, amb una escola de windsurf localitzada al camí del Bassot, a les Deveses i una altra a la punta dels Molins; just al costat, hi ha un canal d'accés per a embarcacions. L'accés a la mar amb petites embarcacions també es pot realitzar des de prop del riu Girona, pel marge esquerre.
Disposa de neteja-peus, neteja, papereres, vigilància i equipament de volei platja.

## Punts d'interès
A la part dreta, a 100 m del riu, hi ha la torre de l'Almadrava o del Palmar (1552-1553), una torre de vigia de tres plantes edificada per controlar la costa contra la pirateria i una fotn d'aigua dolça on també podem observar una sénia. Va quedar en estat ruïnós fins que una restauració dels anys 1990 li retornà les dues plantes superiors. El 1957 s'hi va trobar una inscripció que diu Sub umbra alarum tuarum protegem (A l'ombra de les teues ales em protegeixes).
A la part esquerra, es troba la roca del Salvador; darrere i junt amb la carretera hi ha un jaciment romà parcialment museïficat. En aquest assentament hom ha trobat restes de forns de ceràmica, especialment per fer àmfores, i una casa principal romana amb habitatges per als esclaus.